# Гашун (Калмыкия)
Гашун (калм. Һашун) — посёлок (сельского типа) в Яшкульском районе Калмыкии, административный центр Гашунского сельского муниципального образования. Посёлок газифицирован, в 2010 году открыт водопровод. Застройка преимущественно одноэтажная.
Население — 750 (2011) человек.

## Название
Название имеет монгольское происхождение и восходит к калмыцкому слову калм. hашун — 1. сущ. 1) горечь; горький вкус; 2) печаль; скорбь; 2. прил. 1) горький; солёный; кислый; 2) печальный; скорбный.

## История
Посёлок основан в 1932 году. Предположительно основан в период коллективизации как центральная усадьба овцеводческого совхоза "Ревдольган.
28 декабря 1943 года калмыцкое население было депортировано. Посёлок, как и другие населённые пункты Черноземельского улуса Калмыцкой АССР, был передан в состав Астраханской области. Не позднее 1956 года переименован в Подгорный
В 1956—57 годах после снятия ограничений по передвижению в посёлок начали возвращаться калмыки. В 1957 году посёлок включён в состав вновь образованной Калмыцкой АО (с 1958 года — Калмыцкая АССР). Дата присвоения посёлку современного названия не установлена. Под современным названием посёлок обозначен на топографической карте 1984 года. К 1989 году в Гашуне проживало около 900 жителей.

## Общая физико-географическая характеристика
Посёлок расположен в пределах Прикаспийской низменности, являющейся юго-восточной частью Восточно-Европейской равнины, на юго-восточном берегу озера Большой Капитан, на высоте 1 метр выше уровня моря. На севере граничит с посёлком Ревдольган. Рельеф местности равнинный, местами осложнённый формами микрорельефа — бугорками, западинами и т.п. К югу и западу расположены заболоченные участки, в окрестностях имеются солончаки. К югу от посёлка проходит трасса канал Яшкульский распределить Черноземельской оросительно-обводнительной системы. Почвы — солонцы (автоморфные)
По автомобильным дорогам расстояние до столицы Калмыкии города Элиста составляет 72 км, до районного центр посёлка Яшкуль — 27 км. К посёлку имеется асфальтированный подъезд (4,5 км) от федеральной автодороги Р216 (Астрахань-Элиста-Ставрополь).
Климат
Климат континентальный, засушливый, с жарким летом и относительно холодной и малоснежной зимой (согласно классификации климатов Кёппена — семиаридный (индекс Bsk). Среднегодовая температура воздуха положительная и составляет + 10,1 °C, средняя температура самого жаркого месяца июля + 25,4 °С, самого холодного месяца января - 5,2 °С. Расчётная многолетняя норма осадков — 272 мм. Наименьшее количество осадков выпадает в феврале (норма осадков — 14 мм). Наибольшее количество — в июне (33 мм).
Часовой пояс
Гашун, как и вся Республика Калмыкия, находится в часовой зоне МСК (московское время). Смещение применяемого времени относительно UTC составляет +3:00.

## Население
| 2002 | 2010 | 2011 |
| ---- | ---- | ---- |
| 769  | ↘758 | ↘750 |

Национальный состав
Согласно результатам переписи 2002 года большинство населения посёлка составляли калмыки (75 %)

## Экономика
СПК «Гашун»

## Социальная сфера
В посёлке есть дом культуры, средняя школа и детский сад